# تنغ الغر (سر أسياب يوسفي)
تنغ الغر (بالفارسية: تنگ الغر) هي قرية تقع في إيران في قسم سر أسياب يوسفي الريفي. يقدر عدد سكانها بـ 0 نسمة بحسب إحصاء 2016.